# Lijst van voetbalinterlands China - Singapore
Deze lijst van voetbalinterlands is een overzicht van alle officiële voetbalwedstrijden tussen de nationale teams van China en Singapore. De landen speelden tot op heden negentien keer tegen elkaar. De eerste ontmoeting, een vriendschappelijke wedstrijd, werd gespeeld in Bangkok (Thailand) op 19 november 1980.  Het laatste duel, een kwalificatiewedstrijd voor het Wereldkampioenschap voetbal 2026, vond plaats op 26 maart 2024 in Tianjin.

## Wedstrijden
| №  | Plaats    | Datum             | Competitie                 | Wedstrijd         | Uitslag |
| -- | --------- | ----------------- | -------------------------- | ----------------- | ------- |
| 1  | Bangkok   | 19 november 1980  | Vriendschappelijk          | China − Singapore | 1 − 1   |
| 2  | Bangkok   | 29 november 1980  | Vriendschappelijk          | Singapore − China | 1 − 2   |
| 3  | Bangkok   | 13 november 1981  | Vriendschappelijk          | China − Singapore | 1 − 1   |
| 4  | Bangkok   | 30 april 1982     | Vriendschappelijk          | China − Singapore | 1 − 1   |
| 5  | Bangkok   | 9 mei 1982        | Vriendschappelijk          | Singapore − China | 2 − 1   |
| 6  | Singapore | 5 december 1984   | Azië Cup 1984              | Singapore – China | 0 – 2   |
| 7  | Singapore | 1 september 1986  | Vriendschappelijk          | China – Singapore | 3 – 0   |
| 8  | Singapore | 3 september 1986  | Vriendschappelijk          | China − Singapore | 2 − 1   |
| 9  | Beijing   | 25 september 1990 | Aziatische Spelen 1990     | Singapore − China | 1 − 5   |
| 10 | Singapore | 26 april 1992     | Azië Cup 1992 kwalificatie | Singapore − China | 0 − 1   |
| 11 | Shah Alam | 21 februari 1997  | Vriendschappelijk          | China − Singapore | 3 − 1   |
| 12 | Tianjin   | 16 augustus 2006  | Azië Cup 2007 kwalificatie | China − Singapore | 1 − 0   |
| 13 | Singapore | 6 september 2006  | Azië Cup 2007 kwalificatie | Singapore − China | 0 − 0   |
| 14 | Singapore | 12 augustus 2009  | Vriendschappelijk          | Singapore − China | 1 − 1   |
| 15 | Kunming   | 2 september 2011  | WK 2014 kwalificatie       | China − Singapore | 2 − 1   |
| 16 | Singapore | 15 november 2011  | WK 2014 kwalificatie       | Singapore − China | 0 − 4   |
| 17 | Tianjin   | 6 september 2013  | Vriendschappelijk          | China − Singapore | 6 − 1   |
| 18 | Singapore | 21 maart 2024     | WK 2026 kwalificatie       | Singapore − China | 2 − 2   |
| 19 | Tianjin   | 26 maart 2024     | WK 2026 kwalificatie       | China − Singapore | 4 − 1   |

## Samenvatting
| Competitie            | Totaal gespeeld | Winst China | Gelijk | Winst Singapore | Doelsaldo China – Singapore |
| --------------------- | --------------- | ----------- | ------ | --------------- | --------------------------- |
| WK-kwalificatie       | 4               | 3           | 1      | 0               | 12 − 4                      |
| Azië Cup              | 1               | 1           | 0      | 0               | 2 − 0                       |
| Azië Cup-kwalificatie | 3               | 2           | 1      | 0               | 2 − 0                       |
| Aziatische Spelen     | 1               | 1           | 0      | 0               | 5 − 1                       |
| Vriendschappelijk     | 10              | 5           | 4      | 1               | 21 − 10                     |
| Totaal                | 19              | 12          | 6      | 1               | 42 – 15                     |

Wedstrijden bepaald door strafschoppen worden, in lijn met de FIFA, als een gelijkspel gerekend.
CFA · A-internationals · Selecties · Bondscoaches · Statistieken · Chinees vrouwenelftal · China U21 · China U20 · China U19 · China U18 · China U17
1948 – 1969 · 
1970 – 1979 · 
1980 – 1989 · 
1990 – 1999 · 
2000 – 2009 · 
2010 – 2019 ·
2020 − 2029
Azië Cup 1976 · 
Azië Cup 1980 · 
Azië Cup 1984 · 
Azië Cup 1988 · 
Azië Cup 1992 · 
Azië Cup 1996 · 
Azië Cup 2000 · 
Azië Cup 2004 · 
Azië Cup 2007 · 
Azië Cup 2011
WK 2002
OS 1988 · 
OS 2008
1948 · 
1949–1951 · 
1952 · 
1953–1955 · 
1956 · 
1957 · 
1958 · 
1959 · 
1960 · 
1961–1962 · 
1963 · 
1964 · 
1965 · 
1966 · 
1967–1970 · 
1971 · 
1972 · 
1973 · 
1974 · 
1975 · 
1976 · 
1977 · 
1978 · 
1979 · 
1980 · 
1981 · 
1982 · 
1983 · 
1984 · 
1985 · 
1986 · 
1987 · 
1988 · 
1989 · 
1990 · 
1991 · 
1992 · 
1993 · 
1994 · 
1995 · 
1996 · 
1997 · 
1998 · 
1999 · 
2000 · 
2001 · 
2002 · 
2003 · 
2004 · 
2005 · 
2006 · 
2007 · 
2008 · 
2009 · 
2010 · 
2011 · 
2012 · 
2013 · 
2014 ·
2015 ·
2016 ·
2017 ·
2018 ·
2019 ·
2020 ·
2021
Afghanistan ·
Albanië ·
Algerije ·
Andorra ·
Argentinië ·
Australië ·
Bahrein ·
Bangladesh ·
Bhutan ·
Bosnië en Herzegovina ·
Botswana ·
Brazilië ·
Brunei ·
Cambodja ·
Canada ·
Chili ·
Colombia ·
Congo-Kinshasa ·
Costa Rica ·
Cuba ·
Duitsland ·
Egypte ·
El Salvador ·
Engeland ·
Estland ·
Fiji ·
Filipijnen ·
Finland ·
Frankrijk ·
Gambia ·
Ghana ·
Groot-Brittannië ·
Guam ·
Guinee ·
Haïti ·
Honduras ·
Hongarije ·
Hongkong ·
Ierland ·
IJsland ·
India ·
Indonesië ·
Irak ·
Iran ·
Italië ·
Jamaica ·
Japan ·
Jemen ·
Joegoslavië ·
Jordanië ·
Kazachstan ·
Kenia ·
Kirgizië ·
Koeweit ·
Kroatië ·
Laos ·
Letland ·
Libanon ·
Liechtenstein ·
Macau ·
Malediven ·
Maleisië ·
Mali ·
Marokko ·
Mexico ·
Myanmar ·
Nederland ·
Nepal ·
Nieuw-Zeeland ·
Noord-Korea ·
Noord-Macedonië ·
Noorwegen ·
Oezbekistan ·
Oman ·
Pakistan ·
Palestina ·
Papoea-Nieuw-Guinea ·
Paraguay ·
Peru ·
Polen ·
Portugal ·
Qatar ·
Roemenië ·
Saoedi-Arabië ·
Senegal ·
Servië ·
Servië en Montenegro ·
Sierra Leone ·
Singapore ·
Slovenië ·
Soedan ·
Somalië ·
Sovjet-Unie ·
Spanje ·
Sri Lanka ·
Syrië ·
Tadzjikistan ·
Tanzania ·
Thailand ·
Trinidad en Tobago ·
Tsjechië ·
Tunesië ·
Turkije ·
Turkmenistan ·
Uruguay ·
Venezuela ·
Verenigde Arabische Emiraten ·
Verenigde Staten ·
Vietnam ·
Wales ·
Zambia ·
Zimbabwe ·
Zuid-Korea ·
Zweden ·
Zwitserland
Brazilië (2002) · 
Costa Rica (2002)
FAS · 
Lijst van A-internationals · 
Singaporees vrouwenelftal
1960 – 1969 ·
1970 – 1979 ·
1980 – 1989 ·
1990 – 1999 ·
2000 – 2009 ·
2010 – 2019
Afghanistan ·
Argentinië ·
Australië · 
Azerbeidzjan · 
Bahrein · 
Bangladesh · 
Brunei · 
Cambodja · 
Canada · 
China · 
Denemarken · 
Fiji ·
Filipijnen · 
Finland · 
Ghana · 
Guam ·
Hongkong · 
India · 
Indonesië · 
Irak · 
Iran · 
Israël · 
Japan · 
Jemen ·
Jordanië · 
Kazachstan · 
Kirgizië · 
Koeweit · 
Laos · 
Libanon · 
Macau · 
Malediven · 
Maleisië · 
Mauritius ·
Mongolië · 
Myanmar · 
Nepal · 
Nieuw-Zeeland · 
Noord-Korea · 
Noorwegen · 
Oezbekistan · 
Oman · 
Oost-Timor · 
Pakistan · 
Palestina · 
Papoea-Nieuw-Guinea ·
Polen · 
Qatar ·
Salomonseilanden · 
Saoedi-Arabië · 
Sri Lanka · 
Syrië · 
Tadzjikistan · 
Taiwan · 
Thailand · 
Turkmenistan · 
Uruguay · 
Verenigde Arabische Emiraten · 
Vietnam · 
Zuid-Korea · 
Zuid-Vietnam · 
Zweden